# John Austin
John Austin (3 de març, 1790, Suffolk - desembre, 1859, Weybridge, Surrey) va ser un filòsof i jurista anglès. Va ser nomenat el primer professor de jurisprudència de la University College de Londres el 1826, renunciant a la seva càtedra el 1832.
Els seus escrits són un intent per diferenciar les lleis de la moral, especialment la seva obra The Province of Jurisprudence Determined de 1832. La llei és una ordre, ja que tots els ciutadans l'han de complir vulguin o no, que està dictada per l'única persona que és parcialment lliure de la mateixa llei: el sobirà (o la màxima autoritat en altres règims). Aquesta llei no té per què coincidir amb la moral personal o de la comunitat, ja que bàsicament es basa en la por al càstig i no en principis ètics. És a dir, la llei reflecteix una relació de poder (qui la promulga i pot castigar qui no la compleixi enfront qui només l'ha d'acatar). Per estudiar-la, s'ha d'usar el positivisme.